# Aa di Engelberg
L'Aa di Engelberg (Engelberger Aa in tedesco) è un fiume della Svizzera lungo 50 km. Nasce dal Passo Surenen, nel Canton Uri, bagna Engelberg nel Canton Obvaldo ed entra nel Canton Nidvaldo a Wolfenschiessen. Sfocia nel Lago dei Quattro Cantoni presso Buochs.
Attraversa i comuni di Attinghausen, Engelberg, Wolfenschiessen, Dallenwil, Oberdorf e Buochs.